# کوین رابرتس
کوین رابرتس (انگلیسی: Kevin Roberts) (زاده ۱۹۴۹) کارآفرین، بازرگان و مدیر ارشد اجرایی بریتانیایی است، که در حال حاضر به‌عنوان رییس هیئت مدیره شرکت ساعتچی اند ساعتچی فعالیت می‌کند.